# Manwoldae

Manwoldae est un ancien palais royal datant de la dynastie Koryo situé au nord de la frontière intercoréenne dans la ville de Kaesong qui était alors la capitale. Ce palais est maintenant en ruines. Le site tire son nom du "Mangwol", une terrasse pour apprécier la pleine lune qui faisait partie du palais.
La construction commença en l'an 919. Il a brûlé en 1361 lors de l'invasion de l'armée rebelle des Turbans rouges ; aujourd'hui, seules les ruines de ses soubassements existent. Les murs du château et les routes de la ville de Kaesong ne sont pas symétriques, ils ont des formes déterminées par la topographie comme à Séoul. Le palais fait partie du feng shui de Kaesong. Le mont Songak est la plus haute des montagnes qui bordent la ville, faisant partie du Sha dans le feng shui de la ville. Manwoldae a probablement été construit derrière le mont Songak afin de souligner ce symbolisme.
Le palais a été classé trésor national no 122 et est inscrit dans la liste du patrimoine mondial de l'UNESCO depuis 2013 dans l'ensemble des monuments et sites historiques de Kaesong. Les ruines de Chomsongdae, l'observatoire astronomique de Kaesong, se trouvent juste à côté.
Un projet intercoréen d'excavation du site a débuté en 2007 avant sa suspension en décembre 2011 (juste après le décès de l’ancien dirigeant nord-coréen Kim Jong-il), il a été relancé en août 2014. Une équipe de 45 historiens et archéologues se rendront sur le site pour compléter leurs recherches. Le gouvernement de la Corée du Sud offre 276 millions de wons pour le financement de cette expédition. 